# Rišon Lezion
Rišon Lezion (hebr. רִאשׁוֹן לְצִיּוֹ‎, 'prvi na Sion', iz Izaijeve knjige 41,27) je po Jeruzalemu, Tel Avivu in Haifi četrto največje izraelsko mesto. 
Leži vzdolž osrednje izraelske obalne nižine. Je del metropolitanskega območja Tel Aviva (Gush Dan) s 221.500 prebivalci (po štetju iz leta 2006). Rišon Lezion so leta 1882 ustanovili ruski priseljenci in je bil drugo judovsko naselje (poleg Petah Tikva). Velike zasluge za razvoj mesta ima Edmond James de Rothschild. Danes je Rišon Lezion deloma satelitsko mesto  Tel Aviva, vendar ima tudi svojo industrijo. Sedanji župan je Meir Nitzan.

## Pobratena mesta
| - Braşov, Romunija - Debrecen, Madžarska - Gondar, Etiopija - Heerenveen, Nizozemska - Lublin, Poljska - Lviv, Ukrajina - Metrowest, New Jersey, ZDA - Münster, Nemčija | - Nîmes, Francija (1986) - Prince Georges County, Maryland, ZDA - Prešov, Slovaška (2008) - Sankt Peterburg, Rusija - Teramo, Italija - Tianjin, Ljudska republika Kitajska |